# Silvia Bortot
Silvia Bortot (Salgareda, 28 dicembre 1984) è una kickboxer e pugile italiana, prima donna italiana a vincere per due volte il titolo di campionessa europea di boxe professionistica - titolo EBU nella categoria superleggeri.

## Biografia
La carriera di Silvia Bortot comprende 16 match di pugilato da professionista, 63 gare da dilettante di pugilato olimpico e altrettante di kickboxing.
Come kick-boxer ottiene il premio "miglior combattente" negli anni 2005 e 2006, vincendo il campionato italiano di kickboxing nel 2006.
Nel 2011 vince i campionati italiani di boxe, ai quali arriva seconda nel 2012.
Nel 2013 arriva in seconda posizione al Guanto d'Oro.
Nella sua carriera nella disciplina K1 ottiene la medaglia di bronzo ai mondiali K1 WAKO nel 2013 in Brasile, diventa campionessa italiana pro nel 2014 e campionessa europea nel 2015. Nel 2014 viene insignita dal CONI della medaglia di bronzo per valore atletico.
Nel 2019 vince il titolo EBU di campionessa europea di pugilato professionistico in Francia contro la pugile francese Meron.
Il primo maggio 2022 combatte per il titolo mondiale IBO, categoria super leggeri, contro la belga Oshin Derieuw.
Nel 2023 ha combattuto nel Regno Unito scontrandosi con la pugile statunitense Mikaela Mayer e con la gallese Lauren Price.

## Palmarès

### Pugilato
Campionati europei EBU
- 2019 - Campionessa (due volte)

Campionati italiani
- 2011 - Campionessa
- 2012 - Seconda classificata

Guanto d'oro
- 2013 - Seconda classificata

### Kickboking
Campionati mondiali WAKO
- 2013 - Medaglia di bronzo

Campionati europei
- 2015 - Campionessa

Campionati italiani
- 2006 - Campionessa

Campionati italiani pro K1
- 2014 - Campionessa